# Nokere Koerse femminile 2022
La Nokere Koerse femminile 2022, seconda edizione della corsa, valida come prova di classe 1.Pro dell'UCI Women's ProSeries 2022, si svolse il 16 marzo 2022 su un percorso di 125,9 km, con partenza da Deinze e arrivo a Nokere, in Belgio. La vittoria fu appannaggio della neerlandese Lorena Wiebes, la quale completò il percorso in 3h14'47", alla media di 38,782 km/h, precedendo la belga Lotte Kopecky e l'italiana Marta Bastianelli.
Delle 113 cicliste partenti, 78 portarono a termine la competizione.

## Squadre e corridore partecipanti
Al via 20 formazioni.
| N.    | Cod. | Squadra                            |
| ----- | ---- | ---------------------------------- |
| 1-6   | SDW  | Team SD Worx                       |
| 11-16 | TSF  | Trek-Segafredo                     |
| 21-26 | MOV  | Movistar Team                      |
| 31-36 | DSM  | Team DSM                           |
| 41-46 | UAD  | UAE Team ADQ                       |
| 51-56 | CSR  | Canyon-SRAM Racing                 |
| 61-66 | FDJ  | FDJ Nouvelle Aquitaine Futuroscope |
| 71-76 | JVW  | Jumbo-Visma                        |
| 81-86 | BEX  | Team BikeExchange-Jayco            |
| 91-96 | TIB  | EF Education-Tibco-SVB             |

| N.      | Cod. | Squadra                        |
| ------- | ---- | ------------------------------ |
| 101-106 | HPW  | Human Powered Health           |
| 111-116 | UXT  | Uno-X Pro Cycling Team         |
| 121-126 | VAL  | Valcar-Travel & Service        |
| 131-136 | WNT  | Ceratizit-WNT Pro Cycling Team |
| 141-146 | PHV  | Parkhotel Valkenburg           |
| 151-156 | LEW  | Le Col-Wahoo                   |
| 161-166 | NXG  | NXTG by Experza                |
| 171-176 | BCV  | Bingoal Casino-Chevalmeire     |
| 181-186 | LSL  | Lotto Soudal                   |
| 191-196 | PLP  | Plantur-Pura                   |

## Ordine d'arrivo (Top 10)
| Pos. | Corridore               | Squadra  | Tempo    |
| ---- | ----------------------- | -------- | -------- |
| 1    | Lorena Wiebes           | DSM      | 3h14'47" |
| 2    | Lotte Kopecky           | SD Worx  | a 1"     |
| 3    | Marta Bastianelli       | UAE      | s.t.     |
| 4    | Chiara Consonni         | Valcar   | s.t.     |
| 5    | Marjolein van 't Geloof | Le Col   | s.t.     |
| 6    | Barbara Guarischi       | Movistar | s.t.     |
| 7    | Noemi Rüegg             | Jumbo    | s.t.     |
| 8    | Eugénie Duval           | FDJ      | s.t.     |
| 9    | Letizia Borghesi        | EF       | s.t.     |
| 10   | Shari Bossuyt           | Canyon   | s.t.     |